# 愛実
愛実（まなみ、1988年10月11日 - ）は、日本のタレント、女優であり、女性アイドルグループ「いもうと」の元メンバーである。本名・旧芸名、畦地 愛実（あぜち まなみ）。
東京都出身。吉本興業所属。

## 人物
- 趣味はケーキ作り、ペットと遊ぶこと。特技は切り絵、書道（七段）、硬筆（硬筆検定八段）。
- メンバーの中ではボケ。天然ボケの部分もある。
- 会社社長の娘であることが判明。父が「お父さんは娘を嫁にやらない」と、酒を飲みながら言うという。家には冷蔵庫が4台あり、運転手や執事がいる。
- 霊感が強い。昔はもっと霊感が強かったとのこと。母も昔は霊感が非常に強かったというが、愛実を産んでから霊を見なくなった。
- ウサギを飼っている。

## 経歴
- 2003年、ニッポン放送『藤井隆のオールナイトニッポンR』の1コーナーでオーディションが行われその合格者の一人であり、後にいもうととしてデビュー。
- 2007年9月、脱退はしていないが、体調不良のためいもうとは活動休止状態となる（他のメンバーは、大学進学や脱退があった）。
- 2008年4月、体調回復に伴い、芸能界に復帰すると同時に、『おはスタ』第1部「ヒーロー養成所 移動スタジオOHAベース」の隊員・ナチュラルグリーンマナミとしてレギュラー入り。
- 2017年末に受けた人間ドックの結果、担当医師から早期の治療が必要と診断されたため、2018年に芸能活動を休止して治療に専念[1]。その後2019年に投稿されたTwitterのツイートによると、結婚をしており、引き続き病気の治療をしつつ不妊治療も行っている。また休養前から作品制作をしていた切り絵アーティストとしてだけでなく、ハーバリウム講師としても資格を取得し活動している[2]。

## 出演作品
いもうとでの出演は、いもうと (アイドルグループ) を参照。

### テレビ

#### 過去の出演番組

##### ドラマ
- 水曜プレミア「世界最恐JホラーSP　日本のこわい夜（エピソード4「くも女」）」（2004年9月22日、TBS）
- だめんず・うぉ〜か〜（2006年、テレビ朝日）
- 笑える恋はしたくない（2006年、TBS） - 姫子役
- 特急田中3号（2007年、TBS） - 未来役
- 土曜プレミアム「太郎と次郎〜反省ザルとボクの夢〜」（2007年3月17日、フジテレビ）
- 金曜プレステージ（フジテレビ）
- ホームレス中学生（2008年7月12日）
- 恋を捨て夢に駆けた女〜エド・はるみ物語〜（2008年11月7日）
- リセット 第10話「仕組まれたワナ」（2009年3月19日、読売テレビ） - 中村千春 役
- ゴーストフレンズ（2009年、NHK総合） - 橋本冬美 役
- 連続ドラマ小説 木下部長とボク 最終話（2010年、読売テレビ・日本テレビ） - パン屋の店員 役

##### バラエティ
- 全国一斉!日本人テスト（フジテレビ、2008年7月）単発ゲスト
- 人生もっと満喫アワー トキめけ！ウィークワンダー（フジテレビ、2008年10月17日）ゲスト
- Shibuya Deep A（NHK-BS2、2009年3月13日）
- おはスタ第1部「ヒーロー養成所 移動スタジオOHAベース」（2008年4月 - 2009年3月、テレビ東京） － ナチュラルグリーンマナミ役
- おはスタ第1部『ムッシータウン』→『おはスタ645』（2009年4月 - 2011年10月、テレビ東京） － マナミムシ役
- チュー'sDAYコミックス 侍チュート!（毎日放送、2009年5月19・26日、7月14日）ゲスト
- 浜ちゃんが!（2010年3月18日、読売テレビ・日本テレビ）
- つながりファンタジー いつも!ガリゲル（2010年6月15・22日、読売テレビ）
- となりのマエストロ（2009年10月 - 2010年9月、毎日放送）
- コレってアリですか?（再現VTR内）（日本テレビ）
- 絆体感TV 機動戦士ガンダム 第07板倉小隊（2011年10月4日 - 12月27日、テレビ東京）
- あしたモテ期にな〜れ! てるてるモテるちゃん（2012年1月8日 - 3月10日、読売テレビ） - モテるちゃんとして出演
- クイズ☆タレント名鑑「1分でわかる芸能オチネタ」（2010年8月1日 - 2012年3月25日、TBS）
- ヒルナンデス!（2011年3月28日 - 2012年3月26日、日本テレビ）月曜（隔週）
- ニッポン!いじるZ（2011年10月 - 2013年3月20日、TBS）
- もってる!? モテるくん（2012年3月17日 - 2015年3月28日、読売テレビ）
- フカボリン（2012年10月6日 - 2013年3月30日、テレビ東京）アシスタント
- ニッポン元気計画! 眠れるスター目覚ましバラエティ“ハックツベリー”（2014年4月 - 2015年9月、テレビ東京）ナレーター
- ピラメキーノ640（2013年5月20日 - 2015年9月30日、テレビ東京）
- マヨなか笑人（2015年5月8日 - 2018年7月28日、読売テレビ）

### 映画
- パイルドライバー（2005年、監督：石川均）
- 魂萌え!（2006年、監督：阪本順治）
- デトロイト・メタル・シティ（2008年、監督：李闘士男）
- うた魂♪（2008年4月5日公開、監督：田中誠） - 高橋真紀役
- ドロップ（2009年、原作・脚本・監督：品川ヒロシ）

### ラジオ
- まだまだゴチャ・まぜっ!〜集まれヤンヤン〜（MBSラジオ、2009年4月11日）
- おしゃべりやってま〜す（K'z Station、2009年5月 - 2013年3月）